# ونتویل
وانتُوی (به فرانسوی: Venteuil) یک کُمون در فرانسه است که در Canton of Épernay-2 واقع شده‌است.

## خصوصیات
وانتوی ۶٫۲۵ کیلومترمربع مساحت و ۵۵۸ نفر جمعیت دارد و ۱۶۰ متر بالاتر از سطح دریا واقع شده‌است.